# Lachaussée-du-Bois-d'Écu
Lachaussée-du-Bois-d'Écu é uma comuna francesa na região administrativa de Altos da França, no departamento de Oise. Estende-se por uma área de 5,92 km². Em 2010 a comuna tinha 198 habitantes (densidade: 33,4 hab./km²).